# Danny Strong
Pour les articles homonymes, voir Strong.
Danny Strong est un acteur, scénariste et producteur américain, né le 6 juin 1974 à Manhattan Beach en Californie.

## Biographie
Danny Strong fait ses études secondaires à la Mira Costa High School de Manhattan Beach. Alors qu'il est adolescent, il loue ses vidéos à Video Archives, magasin où travaille alors Quentin Tarantino, et a de longues conversations avec lui sur le cinéma. Il étudie ensuite le cinéma et le théâtre à l'université du Sud de la Californie. Il sort major de sa promotion et, à l'âge de 22 ans, donne des cours de théâtre à l'USC pendant la session d'été, devenant la plus jeune personne à assurer cette fonction.

## Carrière
Ses premières années en tant qu'acteur, à partir de 1994, se résument à quelques apparitions dans des séries télévisées et à des rôles dans des films indépendants.
Il devient célèbre en interprétant le rôle récurrent de Jonathan Levinson dans la série télévisée Buffy contre les vampires, apparaissant dans 28 épisodes de 1997 à 2003.
Il se fait ensuite remarquer pour son rôle récurrent dans la série télévisée Gilmore Girls de 2003 à 2007 et apparaît en 2010 dans quelques épisodes de la série Mad Men.
À partir de la deuxième moitié des années 2000, il se tourne essentiellement vers l'écriture de scénarios.
Son premier script est celui du téléfilm Recount (2008) pour lequel il est nommé au Primetime Emmy Award du meilleur scénario pour une mini-série ou un téléfilm. Il remporte l'Emmy Award dans la même catégorie pour son scénario du téléfilm Game Change (2012).
Il écrit ensuite le scénario des films Le Majordome (2013) et Hunger Games : La Révolte (2014 et 2015).

## Filmographie
Sauf indication contraire, les informations mentionnées dans cette section peuvent être confirmées par la base de données cinématographiques IMDb,  présente dans la section « Liens externes ».

### Cinéma

#### Longs métrages
- 1995 : Esprits rebelles (Dangerous Minds) de John N. Smith : Un étudiant
- 1998 : The Prophecy 2 de Greg Spence : Julian
- 1998 : Pleasantville de Gary Ross : Le garçon au juke-box
- 1999 : Perpetrators of the Crime de John Hamilton : Phil
- 2000 : Scary Scream Movie de John Blanchard : Boner
- 2001 : Asylum Days de Thomas Elliott : L'assistant de Yann
- 2002 : New Suit de François Velle : Greg
- 2003 : Pur Sang, la légende de Seabiscuit (Seabiscuit) de Gary Ross : Le jeune jockey
- 2006 : Outside Sales de Blayne Weaver : Toby
- 2006 : Veritas, Prince of Truth d'Arturo Ruiz-Esparza : Raymond
- 2007 : Miss Campus (Sydney White) de Joe Nussbaum (en) : Gurkin
- 2008 : Bad Guys de Rick Jacobson : Ashley
- 2009 : Weather Girl de Blayne Weaver : Kurt
- 2013 : Le Majordome (Lee Daniel's The Butler) de Lee Daniels : Un journaliste dans le Freedom Bus
- 2015 : Knight of Cups de Terrence Malick : Lui-même
- 2016 : Popstar : Célèbre à tout prix (Popstar : Never Stop Never Stopping) d'Akiva Schaffer et Jorma Taccone : Le manipulateur

#### Courts métrages
- 2004 : Losing Lois Lane de Blayne Weaver : Robin
- 2006 : Life Is Short de Riki Lindhome et Dori Oskowitz : Mike
- 2010 : The Rooster d'Eli Gonda : Donald

### Télévision

#### Séries télévisées
- 1994 : Sauvés par le gong : La Nouvelle Classe (Saved by the Bell : The New Class) : Stanley / Noogie
- 1996 : Incorrigible Cory (Boy Meets World) : Arthur
- 1996 : Troisième planète après le Soleil (3rd Rock from the Sun) : Aramis
- 1996 : Hé Arnold ! (Hey Arnold !) : Un adolescent (voix)
- 1996 : Night Stand : Tommy
- 1997 : Seinfeld : Vincent
- 1997 : Union Square : Bill
- 1997 : Over the Top : Jesse
- 1997 - 1999 : Clueless : Marshall Gasner
- 1997 - 2003 : Buffy contre les vampires (Buffy the Vampire Slayer) : Jonathan Levinson
- 2001 : Maybe It's Me : Mini-Jerry
- 2003 - 2007 : Gilmore Girls : Doyle McMaster
- 2004 : Johnny Bravo : Zandahan (voix)
- 2006 : Nip/Tuck : Bart
- 2006 : Danger Rangers : Mickey (voix)
- 2009 : Leverage : Dennis Retzing
- 2010 - 2013 : Mad Men : Danny Siegel
- 2011 : How I Met Your Mother : Trey Platt
- 2012 : Grey's Anatomy : Paul
- 2014 - 2015 : Justified : Albert Fekus
- 2014 - 2015 : Girls : Un ami
- 2016 : Love : Le directeur
- 2016 : Gilmore Girls : Une nouvelle année (Gilmore Girls : A Year in the Life) : Doyle
- 2017 - 2022 : Billions : Todd Krakow
- 2023 : La fabuleuse Madame Maisel (The Marvelous Mrs Maisel) : Aaron Lebowitz

### Scénariste
- 2008 : Recount de Jay Roach (téléfilm)
- 2010 : The Rooster d'Eli Gonda (court métrage)
- 2012 : Game Change de Jay Roach (téléfilm)
- 2013 : Le Majordome (Lee Daniel's The Butler) de Lee Daniels
- 2014 : Hunger Games : La Révolte, partie 1 (The Hunger Games : Mockingjay - Part 1) de Francis Lawrence
- 2015 : Hunger Games : La Révolte, partie 2 (The Hunger Games : Mockingjay - Part 2) de Francis Lawrence
- 2015 - 2020 : Empire (102 épisodes)
- 2017 : Rebel in the Rye : Aux origines de l'Attrape-cœurs (Rebel in the Rye) de lui-même
- 2021 : Dopesick (8 épisodes, créateur)

### Producteur
- 2008 : Recount de Jay Roach (coproducteur)
- 2010 : The Rooster d'Eli Gonda (court métrage)
- 2012 : Game Change de Jay Roach (coproducteur exécutif)
- 2013 : Le Majordome (Lee Daniel's The Butler) de Lee Daniels (producteur exécutif)
- 2015 - 2020 : Empire (102 épisodes) (producteur exécutif et co-créateur)
- 2017 : Rebel in the Rye : Aux origines de l'Attrape-cœurs (Rebel in the Rye) de lui-même (producteur)
- 2019 : Proven Innocent (13 épisodes) (producteur exécutif)
- 2019 : The Best of Enemies de Robin Bissell (producteur)
- 2020 : L'étoffe des héros (The Right Stuff) (8 épisodes) (producteur exécutif)
- 2021 : Dopesick (8 épisodes) (producteur exécutif et co-créateur)
- 2021 : Dean Martin : King of Cool de Tom Donahue (documentaire) (producteur exécutif)

### Réalisateur
- 2015 - 2016 : Empire (3 épisodes)
- 2017 : Rebel in the Rye : Aux origines de l'Attrape-cœurs (Rebel in the Rye)
- 2019 : Proven Innocent (1 épisode)
- 2021 : Dopesick (2 épisodes)

## Distinctions

### Récompenses
- 2008 : Writers Guild of America du meilleur long-métrage original pour Recount
- 64e cérémonie des Primetime Emmy Awards 2012 : Meilleur scénario pour Game Change
- 64e cérémonie des Primetime Emmy Awards 2012 : Meilleure mini-série ou meilleur téléfilm pour Game Change, partagé avec Tom Hanks, Gary Goetzman, Jay Roach, Steve Shareshian et Amy Sayres
- 24e cérémonie des Producers Guild of America Awards 2013 : Meilleur producteur pour une mini-série ou un téléfilm pour Game Change, partagé avec Gary Goetzman, Tom Hanks, Jay Roach, Amy Sayres et Steve Shareshian
- 2013 : Writers Guild of America du meilleur long-métrage adapté pour Game Change

## Anecdotes
- Il est apparu dans le pilote non-diffusé de Buffy contre les vampires, mais il n'a fait ses vrais débuts dans la série qu'à partir de la saison 2.
- Il est allé à l'école avec certains de ses collègues, dont George Hertzberg (Adam dans Buffy contre les vampires) et J. August Richards (Charles Gunn dans Angel).
- Il avait initialement auditionné pour jouer le rôle d'Alexander Harris mais a finalement obtenu celui de Jonathan Levinson.
- Son épisode préféré de Buffy est Superstar (4.17).